# Mount Evans
Mount Evans is een berg in de Front Range van de Rocky Mountains, in de buurt van Denver, Colorado, met een hoogte van 4350 m. 
Oorspronkelijk werd de berg Mount Rosa of Mount Rosalie genoemd, naar de vrouw van de schilder Albert Bierstadt, van wie wordt gezegd dat hij als eerste de berg heeft beklommen. In 1895 is de berg genoemd naar John Evans, voormalig gouverneur van Colorado. Wegens zijn betrokkenheid bij het Sand Creek massacre is de berg hernoemd tot Mount Blue Sky op 23 september 2023.
Het is een van de 53 bergen in Colorado die hoger zijn dan 14 000 voet en bij de zogenoemde Fourteeners (veertienduizenders) horen. Naar de top loopt een goed begaanbare geasfalteerde weg, die eindigt bij Summit Lake. Dit is een van de hoogst begaanbare wegen in de Verenigde Staten.

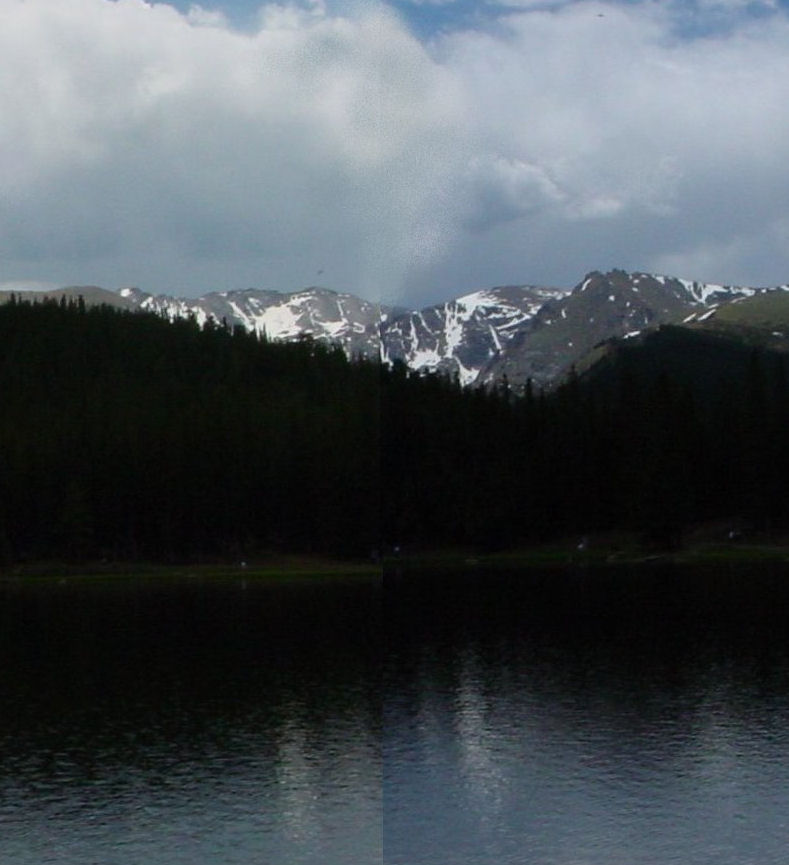
Mount Evans vanaf Echo Lake
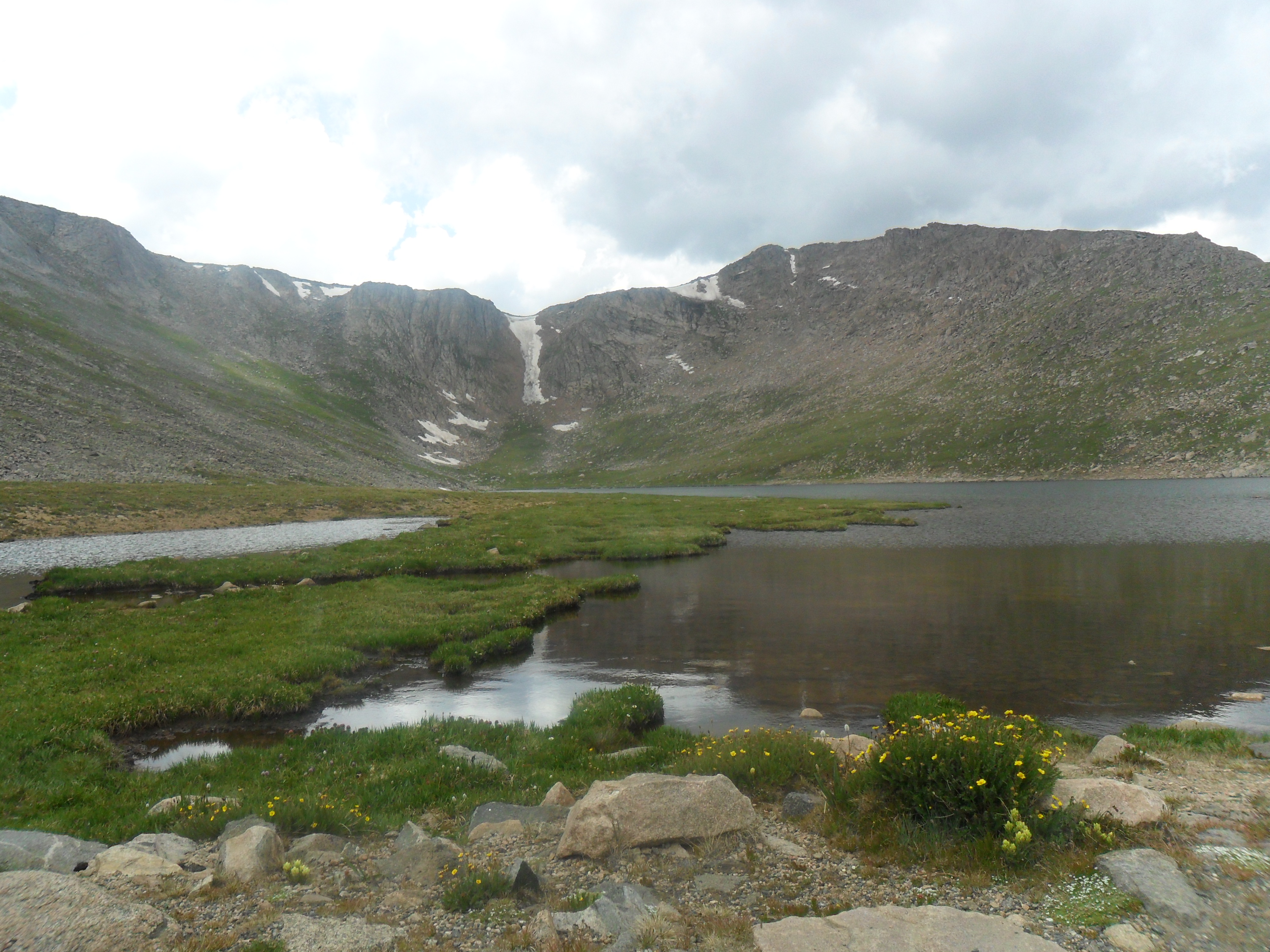
Summit Lake
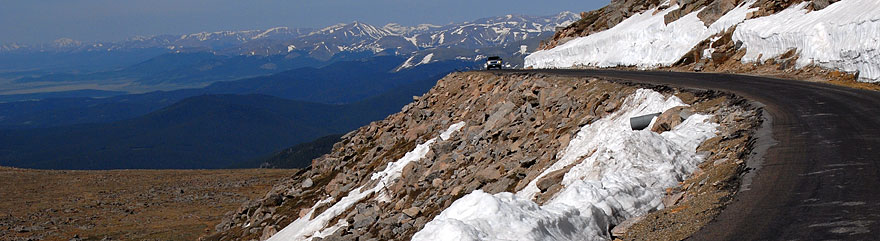
De weg naar Mount Evans
Parkeerplaats bij Summit Lake
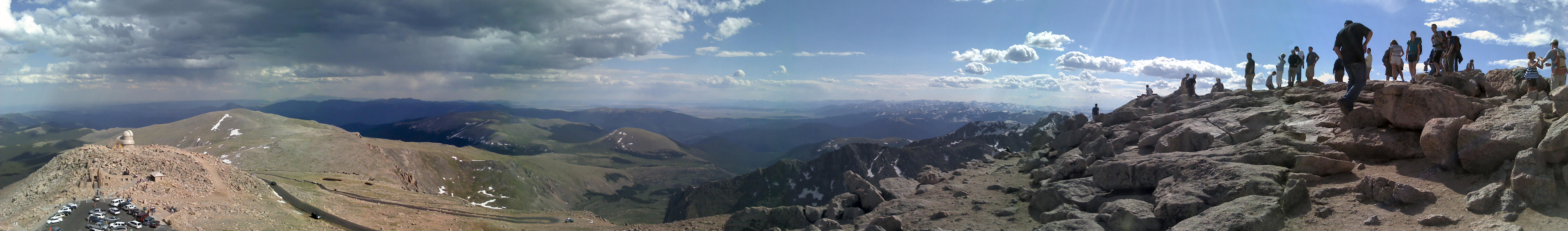
Mensen bij de top
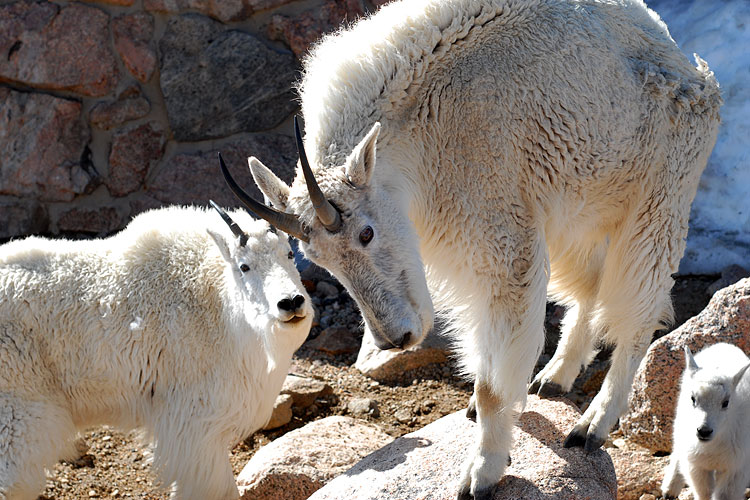
Berggeiten